# Vilella (Navès)
Vilella és una obra de Navès (Solsonès) inclosa a l'Inventari del Patrimoni Arquitectònic de Catalunya.

## Descripció
És una masia d'estructura clàssica de tres crugies, organitzada en planta baixa i dos pisos. La coberta és a dues aigües amb teula àrab. Les obertures són allindades, de perfil rectangular. També hi ha algunes construccions annexes, cossos la majoria d'un sol pis coberts a un vessant. L'aparell és molt irregular, de pedra unit amb morter. L'edifici està voltat pel bosc.

## Història
La casa de Vilella la trobem esmentada al fogatge de 1553, amb el nom de Vilielles.